# پیشانی
در بدن انسان پیشانی قسمت استخوانی در بالای چشم و ابرو است که در عقب با استخوان پسِ‌سری اتصال دارد. از نظر آناتومی دارای یک قسمت عمودی و قسمتی کمی افقی است و دارای چین و چروک‌هایی نیز هست که ناشی از دلایل مختلف است. شایان ذکر است که راه‌هایی نیز برای از بین بردن این چروک‌ها وجود دارد.